# Högkläpparnas naturreservat
Högkläpparnas naturreservat är ett naturreservat i Umeå kommun i Västerbottens län.
Området är naturskyddat sedan 2025 och är 38 hektar stort. Reservatet ligger norr om Bullmark och just norr om Pålböleån och består av myrmark, barrblandskogar och gransumpskogar mellan våtmarksområdena.